# Anatole Deibler

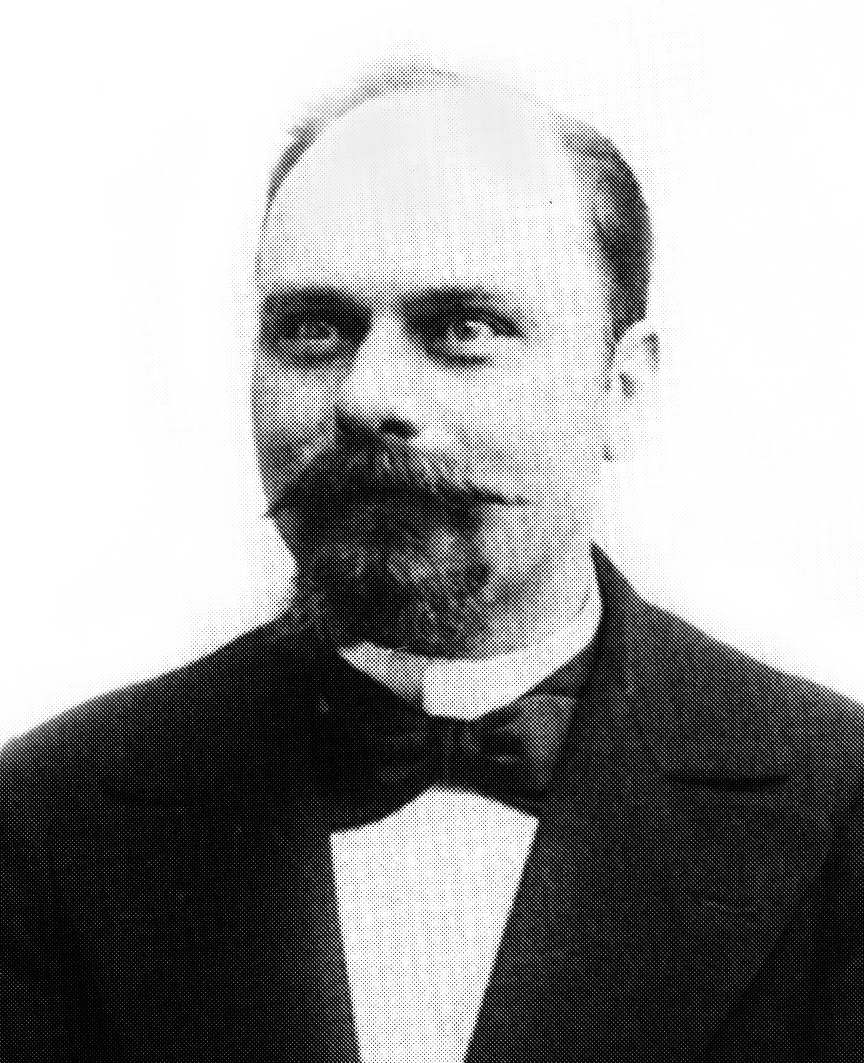
Anatole Deibler im Jahr 1900

Anatole François Joseph Deibler (* 29. November 1863 in Rennes; † 2. Februar 1939 in Paris) war von 1899 bis 1939 Scharfrichter Frankreichs. Deibler nahm an der Exekution von 395 Menschen teil, davon bei 299 Exekutionen als leitender Scharfrichter.

## Die Jahre bis 1899
Anatole Deibler war der Sohn von Louis Deibler, der 1863 Scharfrichter der Bretagne geworden war, und Zoé, geborene Rasseneux, deren Vater Scharfrichter in Algerien war. Mit Wirkung zum 1. Januar  1871 trat ein von Justizminister Adolphe Crémieux eingebrachtes Gesetz („la loi Crémieux“) in Kraft, das alle regionalen Scharfrichter (mit Ausnahme von Korsika und Algerien sowie den Kolonien) abschaffte und sämtliche Enthauptungen in die Hände eines „exécuteur en chef des arrêts criminels“ legte. Dieser arbeitete mit zwei Assistenten erster Klasse und drei Assistenten zweiter Klasse zusammen, mit der Guillotine reiste das Team zu den Vollstreckungen in ganz Frankreich. An einer Hinrichtung wirkten außer dem Scharfrichter selbst jeweils ein Assistent erster Klasse und zwei Assistenten zweiter Klasse mit. Im Alter von zwölf Jahren nahm Anatole, dessen Vater seit 1871 als Scharfrichterassistent tätig war, in Paris eine Arbeit als Kleidungsverkäufer auf. 1879 wurde Louis Deibler exécuteur en chef, am 31. März 1882 ließ er seinen Sohn Anatole im Hinblick auf eine mögliche Assistententätigkeit bei der Enthauptung des Mörders Pierre Lantz in Versailles zuschauen.
Von 1882 bis 1885 leistete Anatole Deibler seinen Militärdienst ab, danach arbeitete er ab September 1885 in Algerien als Assistent bei seinem Großvater mütterlicherseits. Bis zu Rasseneux' Tod im Herbst 1890 wirkte er an 18 Hinrichtungen mit. Zum 1. November 1890 wurde er dann von seinem Vater zum Assistenten zweiter Klasse nach Paris berufen. Dort assistierte er erstmals bei der Enthauptung des Mörders Michel Eyraud am 3. Januar 1891.
Am 5. April 1898 heiratete er Rosalie Rogis, die ebenfalls einer renommierten Scharfrichterdynastie entstammte. Zwei ihrer Brüder berief er später zu seinen Assistenten.

## 1899 bis 1939
Nach dem Rücktritt seines Vaters wurde Anatole Deibler selbst am 1. Januar 1899 exécuteur en chef des arrêts criminels. Seinen ersten Delinquenten, den 65-jährigen früheren Bürgermeister Pierre-François Demoiseau, der wegen einer Erbstreitigkeit seinen Schwiegersohn ermordet und seine Tochter zu ermorden versucht hatte, enthauptete er am 14. Januar dieses Jahres in Troyes.
Nachdem im November 1899 der zwei Monate alte Sohn der Eheleute Deibler gestorben war, entwickelte Anatole eine vaterähnliche Beziehung zu dem kleinen André Obrecht, dessen Mutter, die ebenfalls wenig später starb, eine Schwester von Rosalie Deibler war.
1899 wurde mit Émile Loubet ein gemäßigter Skeptiker gegenüber der Todesstrafe Staatspräsident Frankreichs. In den sieben Jahren seiner Amtszeit ließ er insgesamt nur 13 Todesurteile vollstrecken. In den Jahren und Jahrzehnten zuvor hatte der Durchschnitt dagegen, grob gerechnet, bei etwa zehn bis zwanzig Hinrichtungen pro Jahr gelegen. Ende 1905 brachten einige Politiker und Parlamentsabgeordnete eine mögliche Abschaffung der Todesstrafe ins Gespräch. Armand Fallières, selbst ein Gegner der Todesstrafe, löste Loubet im Frühjahr 1906 als Staatspräsident ab. Bis Ende 1908 wandelte Fallières ausnahmslos alle Todesurteile in Freiheitsstrafen um. So hatte Deibler über volle drei Kalenderjahre (1906 bis 1908) keine Aufträge als Scharfrichter. In dieser Zeit arbeitete er als Handelsvertreter für Champagner. Als am 8. Dezember 1908 ein von Justizminister Aristide Briand vorgelegter Gesetzentwurf zur Abschaffung der Todesstrafe von der Abgeordnetenkammer abgelehnt wurde, beugte sich Fallières der Entscheidung und ließ von Anfang 1909 an wieder Hinrichtungen durchführen. Zu diesem Zeitpunkt berief Anatole Deibler seinen späteren Nachfolger Jules-Henri Desfourneaux, der eine Nichte von Deiblers Ehefrau heiratete, zum Assistenten. Am 25. Februar 1922 enthauptete Deibler den berüchtigten Serienmörder Henri Désiré Landru, im selben Jahr berief er André Obrecht in sein Team.
Anatole Deibler wurde zweimal auch für Enthauptungen außerhalb Frankreichs engagiert, und zwar 1918 nach Belgien und 1923 ins damals unter französischer Verwaltung stehende Saargebiet. In Belgien war seit 1863 kein Todesurteil mehr vollstreckt worden. Als König Albert I. die Umwandlung des Todesurteils gegen Emile Ferfaille, der seine schwangere Verlobte ermordet hatte, überraschend ablehnte, reiste Deibler mit der Guillotine zur Vollstreckung am 26. März 1918 nach Veurne. In Saarbrücken enthauptete er am 15. Juni 1923 den vierfachen Mörder August Weibel.
Am 14. September 1932 richtete er in Paris Pawel Timofejewitsch Gorgulow hin, den Mörder des französischen Staatspräsidenten Paul Doumer.
Auf dem Weg zu einer für den 3. Februar 1939 in Rennes geplanten Hinrichtung betrat Deibler am Morgen des 2. Februar die Métro-Station Port de Saint-Cloud in Paris, von wo aus er zum Gare Montparnasse weiterfahren wollte, wo seine Assistenten auf ihn warteten, um den Zug nach Rennes zu nehmen. In der Métro-Station erlitt er einen Herzinfarkt und starb kurz darauf in einem Krankenhaus. Die Hinrichtung in Rennes wurde um einen Tag verschoben und von Desfourneaux ausgeführt, der auch Deiblers Nachfolger wurde.
Von den sieben Scharfrichtern, die von 1871 bis 1981 das Amt des exécuteur en chef bekleideten, wies Anatole Deibler mit 40 Jahren die längste Amtszeit auf. Insgesamt war er an 395 Enthauptungen beteiligt, davon 96 als Assistent und 299 als Scharfrichter. In Frankreich brachte er es zu einer nicht unerheblichen Prominenz. In dem 1911 verfassten Roman Fantômas von Pierre Souvestre und Marcel Allain kommt er namentlich als Scharfrichter vor.